# Tempête tropicale Barry (2001)
Pour les articles homonymes, voir Cyclone tropical Barry.
La  tempête tropicale Barry  est le troisième cyclone tropical et la deuxième tempête tropicale de la Saison cyclonique 2001 dans l'océan Atlantique nord.
Barry sera une puissante tempête tropicale, proche du statut d'ouragan. Elle touchera la Panhandle de Floride à Santa Rosa Beach. À la différence d'Allison, Barry, bien qu'étant nettement plus intense, aura peu d'impact dû à sa vitesse de déplacement rapide.

## Évolution météorologique
La tempête tropicale Barry est issue d'une onde tropicale qui quitte les côtes africaines le 24 juillet. Une première amélioration de la convection se produit à l'est des Petites Antilles le 28 juillet. Cette onde rejoint la mer des Caraïbes le 29 août, en restant peu organisée. Son activité convective augmente graduellement durant le 30 et 31 juillet, au-dessus de la mer des Caraïbes. L'onde atteint finalement le golfe du Mexique le 1er août, en arrosant le Sud de la Floride et l'Ouest de Cuba. Cette onde tropicale devient la dépression tropicale Trois le 2 août à 1200Z, au-dessus du golfe du Mexique, puis la tempête tropicale Barry six heures plus tard. Opérationellement, les bulletins du NHC n'ont été émis qu'à partir de 1900Z, alors que Barry était déjà une tempête tropicale. La genèse de Barry est difficile. Dans les basses couches de l'atmosphère, un puissant anticyclone se situe sur l'Est et le centre des États-Unis. Dans le même temps, un minimum d'altitude se situe au large des Carolines. Le cyclone tropical est donc pris dans deux flux contradictoires, l'un d'Est vers l'Ouest en surface, et l'autre du Nord-Ouest et même de l'Ouest en altitude. Barry est ainsi fortement cisaillé. Cependant, le maintien de l'anticyclone à basse altitude renforce le gradient de pression, et permet de maintenir une bonne convergence et des vents forts. Son centre n'est pas aligné, et son déplacement n'est pas toujours cohérent. Dans la matinée du 3 août, le centre de surface semble se déplacer vers l'Ouest, alors que le centre en altitude semble se déplacer vers le Nord-Est, pris dans la circulation du minimum d'altitude. De plus, la convection s'étend vers le nord-est, en direction de la dépression d'altitude. La Floride, pourtant à distance de Barry, connaitra ainsi des pluies associées à ce dernier. Il est possible que Barry ne fut pas totalement tropicale durant ce moment, le centre de haut niveau restant de type dépressionnaire.
Dans ces conditions, Barry atteint un maximum d'intensité de 43 km/h le 2 août.
Il faiblit par la suite en dépression tropicale le 4 août à 0 h UTC. Le découplage entre le centre de haut de niveau et le centre de bas se poursuit et la convection s'affaisse. De plus, l'anticyclone de bas niveau au nord de Barry faiblit lui aussi, diminuant le gradient de pression.
Par la suite, l'anticyclone s'étant affaibli, le flux directeur perd de sa force, et Barry ralentit notablement le 3 août. À partir du 4 août, un creux barométrique d'altitude fortement incliné positivement s'étend en direction du sud-ouest. Il forme une dépression coupée qui s'isole au-dessus du Texas et de la Louisiane à partir du 5 août. Cette dépression provoque une accélération de Barry en direction du nord-est, puis du nord. Barry, après être resté une dépression tropicale le 4 août, reprend une période d'intensification le jour suivant. Un anticyclone se développe au-dessus de son centre de surface et aide la divergence. La convection se renforce, et les sommets de nuages se refroidissent, jusqu'aux environs de −80 °C. Pour autant, Barry reste dans un environnement assez cisaillé. Le flux de la dépression au-dessus de la Louisiane et du Texas, qui est à l'ouest de sa position, n'est pas uniforme. Il s'agit d'une dépression barocline, inclinée verticalement, et la direction du vent varie avec l'altitude. De plus, l'air est assez sec, et le cisaillement l'aide à pénétrer le cœur de Barry. Malgré tout, Barry développe une ébauche de mur de l'œil, et soutient le 5 septembre à 18 h UTC des vents de 110 km/h. La pression a chuté de 14 hPa en 7 heures, passant de 1 004 hPa à 990 hPa.

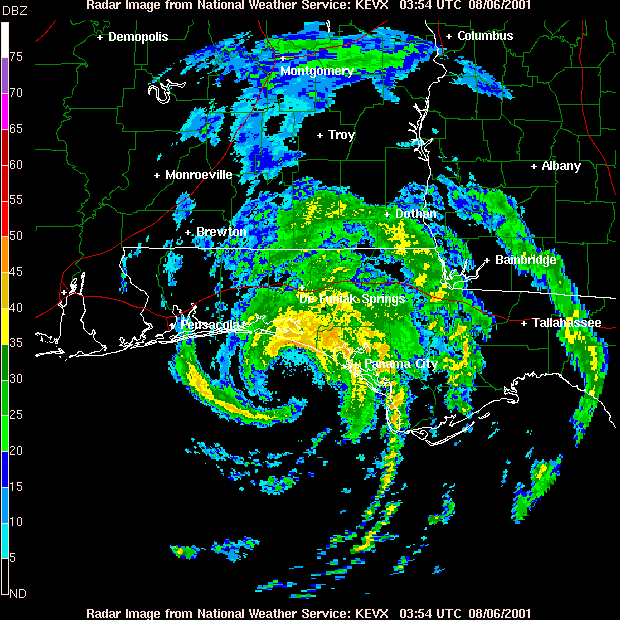
Barry, le 6 août vers UTC. Une ébauche d'œil est visible

Barry cesse pourtant son renforcement les heures suivantes. Le cisaillement du sud-ouest se maintient, et empêche le mur de l'œil de se fermer au sud. En l'absence d'une structure de type œil à même de soutenir une poursuite du creusement, Barry maintient une pression aux environs de 990 hPa. Pourtant, l'activité convective est forte au nord et à l'est du centre de Barry. Ainsi, des bandes convectives touche précocement, dès le 5 août[réf. nécessaire], la Panhandle de Floride. Cette caractéristique de Barry est mise en évidence par l'image radar.
Le déplacement de Barry l'amène au-dessus des côtes du comté de Santa Rosa, à l'ouest de la Panhandle de Floride, le 6 août à 5 h UTC. Il est toujours incertain à l'heure actuelle si Barry a atteint ou non le statut d'ouragan (c'est-à-dire des vents de 120 km/h) durant ces premières heures du 6 août. Le National Hurricane Center a étudié en détail la question, mais aucun élément n'a permis de trancher en faveur de l'une ou l'autre hypothèse.
Poursuivant sa circulation rapide en périphérie de la dépression positionnée au-dessus du Texas et de la Louisiane, Barry vire au nord-ouest. Il se comble raidement au-dessus des terres. Il redevient une zone résiduelle de basse pression le 7 août aux environs de Memphis dans le Tennessee, puis se disperse définitivement dans le sud-est du Missouri le lendemain.

## Préparatifs

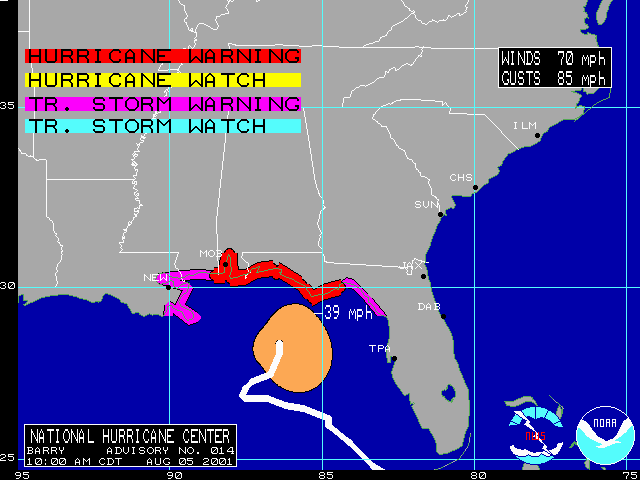
Ensemble des veilles et alertes à l'ouragan émises le 5 août en prévision de l'arrivée de Barry

En prévision de l'échouage de la tempête tropicale, le National Hurricane Center a émis diverses veilles et alertes. Initialement, il était prévu que Barry se dirige vers la Louisiane, et la première veille à la tempête tropicale est émise pour la côte de la Louisiane. À mesure que la prévision de la trajectoire de Barry se redresse au nord, la veille est étendue vers l'ouest. Le 4 août, cette veille est revue en alerte à la tempête tropicale, et s'étend de la Louisiane à la Panhandle de Floride. En raison du risque important que Barry devienne un ouragan avant son échouage, une partie de cette alerte sera requalifiée en alerte à l'ouragan, tandis que l'alerte à la tempête tropicale est levée pour la Louisiane.
Avec l'échouage de Barry, une alerte aux inondations éclair est émise pour le comté de Leon et le comté de Wakulla. Une veille aux tornades et aux inondations éclair est également émise pour l'ensemble du sud-est et du centre de l'Arkansas, le nord de la Floride, et le sud-est de la Géorgie.
Pour préparer l'arrivée de Barry, des refuges ont été ouverts dans 6 comtés. Cependant, la plupart restent en standby, et peu de gens s'y rendront,. Un ordre officiel d'évacuation volontaire est émis pour huit des comtés de la Panhandle. Le comté d'Escambia n'a pas émis un tel ordre, alors que le comté de Franklin ordonne une évacuation de trois îles-barrières, en raison de la possibilité que les routes et ponts ne résistent pas,. Des responsables de l'US Air Force ont déclaré que 40 avions cargo C-130 et environ 300 membres du personnel de Hurlburt Field, près de Fort Walton Beach ont été envoyés à Little Rock Air Force Base, dans l'Arkansas, pour les sortir de la trajectoire prévue de la tempête. Des sacs de sable sont distribués dans le comté de Leon aux personnes résidant dans des zones vulnérables aux inondations.

## Impacts
Deux morts sont directement associés à Barry et un décès lui est indirectement imputé. Les dommages causés ont été estimés à 30 millions de dollars, assurés à hauteur de 15 millions de dollars.

### Antilles
L'onde tropicale à l'origine de Barry a traversé le 28 et 29 juillet les Petites Antilles, alors que sa convection se renforce. Les précipitations associées ont aidé à mettre fin à une sécheresse locale.

### En mer
L'onde tropicale à l'origine de Barry provoquera le naufrage d'un bateau de réfugiés cubains au large de la Floride, à 31 kilomètres au sud-est des Key West, le 1er août. Le bateau transportait 28 migrants. Les garde-côtes sauveront 22 personnes, mais 6 personnes décéderont,.

### Floride
Bien que Barry n'est jamais approché la Floride, l'onde tropicale à son origine touchera le sud de l'État. De plus, le panache convectif s'étendra le 2 et 3 août au-dessus de la Floride, apportant de nouveaux phénomènes météo.

#### Du1erau 2 août, l'onde tropicale
Une tornade F0 a brièvement touché le sol dans les environs de Fort Pierce, dans le comté de Saint Lucie,. Une autre tornade, une F1, a fait quelques dégâts près de Boynton Beach, dans le comté de Palm Beach,.

#### Du 2 au 4 août, la tempête tropicale
De fortes précipitations, associées indistinctement à l'onde ou la tempête tropicale, ont touché le comté de Broward et le Comté de Palm Beach. Il est tombé entre 76 et 152 millimètres,,,. Ces précipitations aideront à mettre fin à une sécheresse locale dans le sud de la Floride

### Floride, Mississippi et Louisiane, l'échouage

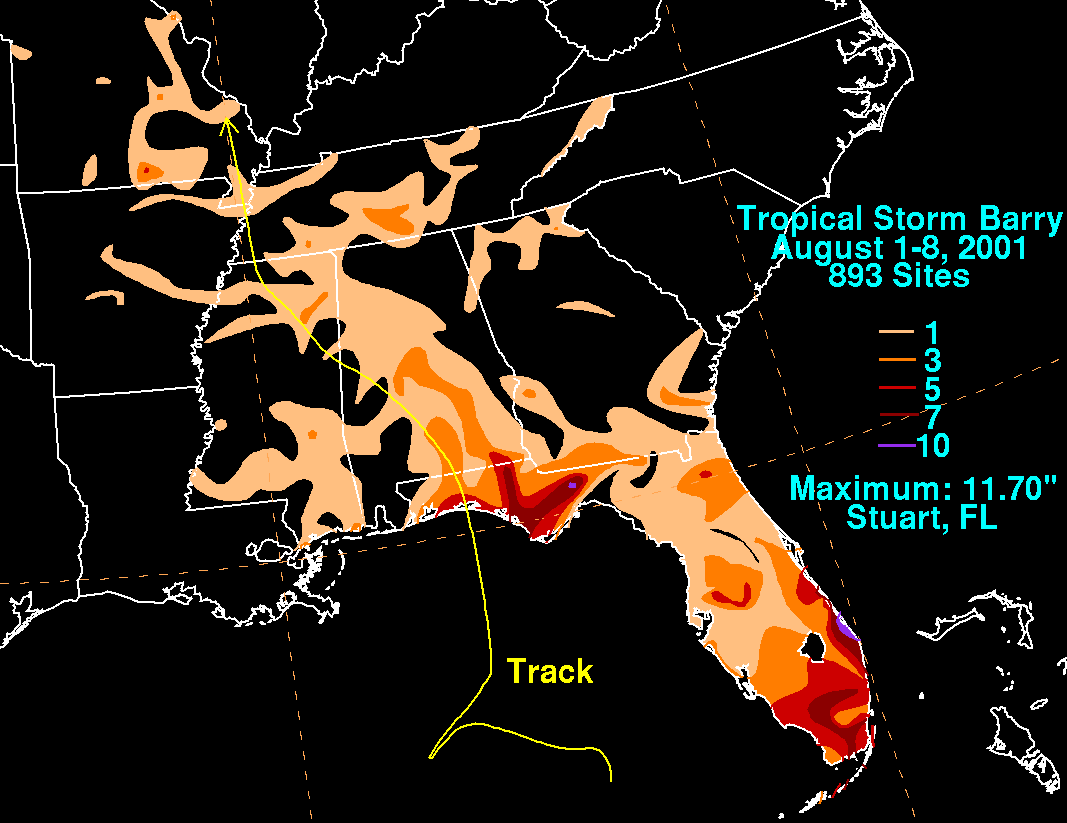
Les précipitations associées au passage de Barry

Le total des précipitations est resté relativement limité, dû au fait que Barry a une progression constante et n'a pas stationné au-dessus d'une région. Il apporte ainsi entre 125 mm et 220 mm. Le maximum pour une station officielle est 226 centimètres à Tallahassee, le minimum pour la Panhandle de Floride est de 60 mm à Marianna. Un rapport non officiel donne 279 mm à Panama City,.
L'onde de tempête poussée par Barry se monte entre 30 centimètres et 90 centimètres. En conséquence, l'érosion côtière sera faible ou nulle,,
Une tornade a également touché le sol à Carrabelle, dans le comté de Franklin,.
Environ 37 000 personnes perdront le courant dans les six comtés de la Panhandle de Floride. Environ 440 routes seront fermés dans la région de Tallahassee, la plus touchée par les inondations éclair.
Une personne sera emportée par le courant à l'île Sanibel,. Un garçon sera foudroyé près de Jacksonville, dans le comté de Duval,. Une personne sera tuée dans un accident de la circulation sous les pluies de Barry.